# ديبي أرمسترونغ
ديبي أرمسترونغ (بالإنجليزية: Debbie Armstrong)‏ هي متزحلقة أمريكية، ولدت في 6 ديسمبر 1963 في سايلم في الولايات المتحدة.

## وصلات خارجية
- ديبي أرمسترونغ على موقع الاتحاد الدولي للتزلج (التزلج على المنحدرات الثلجية) (الإنجليزية)
- ديبي أرمسترونغ على موقع الاتحاد الدولي للتزلج (التزلج الريفي) (الإنجليزية)
- ديبي أرمسترونغ على موقع اللجنة الأولمبية الدولية (الإنجليزية)
- ديبي أرمسترونغ على موقع أوليمبيديا (الإنجليزية)